# Eugrapta angulata
Eugrapta angulata là một loài bướm đêm trong họ Noctuidae.

## Hình ảnh

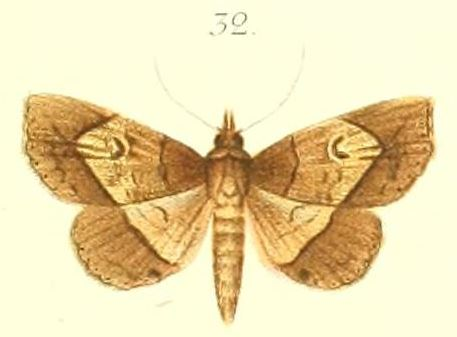